# Schloss Hofarnsdorf
Das Schloss Hofarnsdorf, auch Schloss Arnsdorf, ist ein Schloss in der Gemeinde Rossatz-Arnsdorf im Bezirk Krems-Land in Niederösterreich.
Es steht unter Denkmalschutz.

## Geschichte
Die „Arnsdörfer“ (Ober-, Hof-, Mitter- und Bacharnsdorf) sind alter Besitz der Erzdiözese Salzburg. Sie werden bereits 860 in der Schenkungsurkunde Ludwigs des Deutschen an Erzbischof Adalwin erstmals genannt. Der Name Arnsdorf wird von dem des Salzburger Bischofs Arn(o) abgeleitet.
Salzburg vergab bis zum Beginn des 14. Jahrhunderts die Arnsdörfer als Lehen. Lehensnehmer waren meist Kleinadelige, die sich nach Arnsdorf nannten. So wird um 1190 ein Heinrich von Arnsdorf erwähnt, der mit Kaiser Friedrich Barbarossa ins Heilige Land zog. Um die Mitte des 14. Jahrhunderts übernahm das Bistum die Bewirtschaftung der Weingüter in Eigenregie. Die Verwaltung oblag einem Hofmeister der in Hofarnsdorf einen großen Freihof als Sitz hatte. Noch vorhandene Mauerreste deuten darauf hin, dass Hof und Pfarrkirche St. Ruprecht von einer gemeinsamen Wehrmauer umgeben waren.
Der Freihof wurde 1501 gemeinsam mit dem Presshaus Opfer eines zehntägigen Donauhochwassers. Die wieder aufgebaute Anlage blieb bis zur Säkularisierung von 1806 beim Erzbistum Salzburg und wurde dann vom staatlichen Kameralfonds übernommen. 1829 wurde er an Ignaz Wißgrill verkauft. Dieser ließ den Hof zum Schloss ausbauen.

## Beschreibung

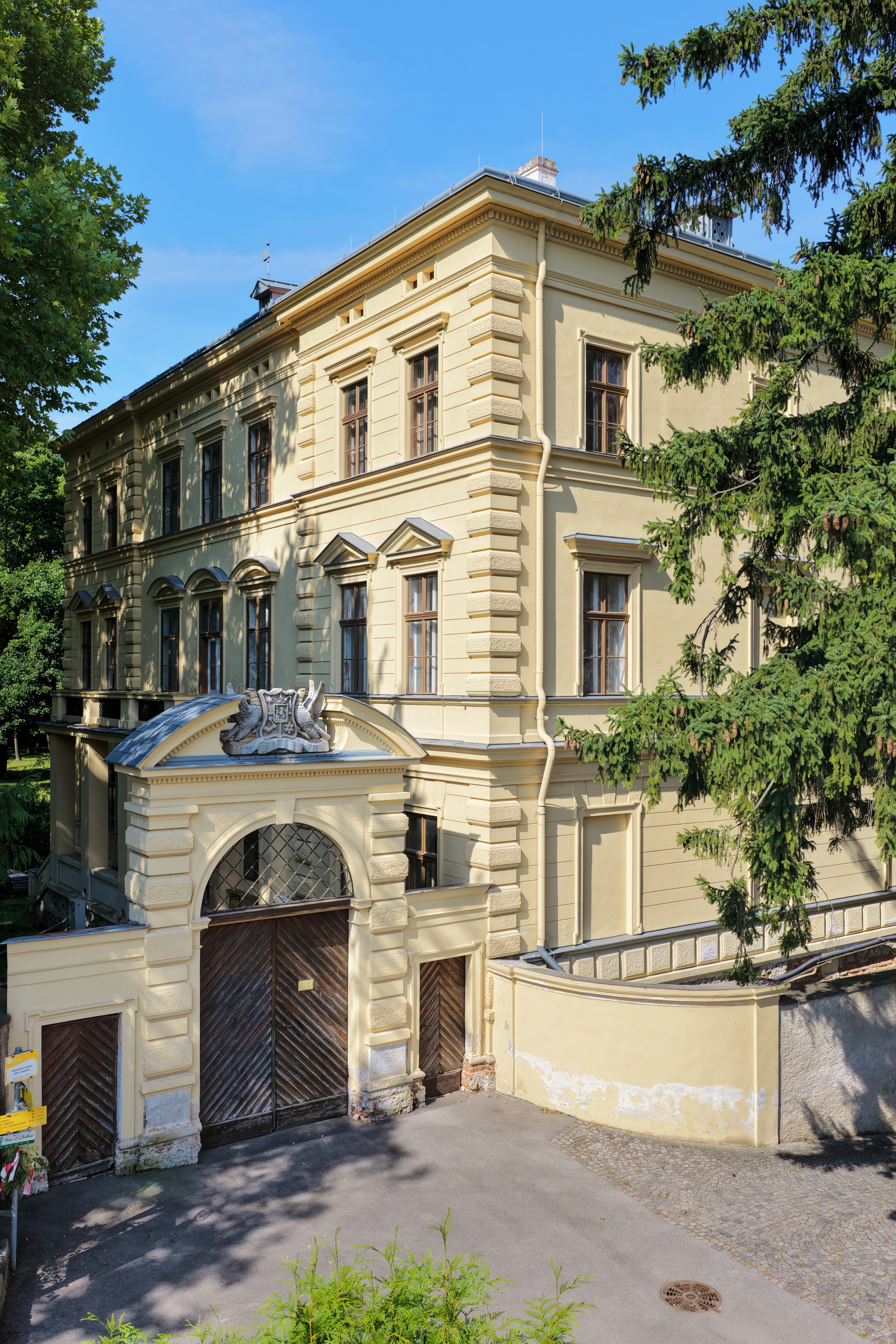
Ostansicht mit Portal und Wappen

Das Schloss ist von einer hohen Mauer umgeben und kann daher nur von der Donau aus betrachten werden. Das freistehende Hauptgebäude ist ein zweistöckiger Kastenbau, der von weitem an ein großes Schulgebäude aus der Monarchiezeit erinnert. Hinter dem Schloss erstreckt sich ein großer Park mit alten Bäumen.